# Roberto Pace
Roberto Pace (* 7. Mai 1935 in Monteforte d’Alpone; † 13. Februar 2017 in San Bonifacio) war ein italienischer Entomologe und Illustrator von Käfern.

## Leben
Roberto Pace war der Sohn von Attilio Pace und seiner Frau Edvige, geborene Poli. 1953 machte er sein Abitur an der Liceo Statale Guarino Veronese in Verona. Anschließend arbeitete er Grundschullehrer in Roncà. 1968 wurde er Mitarbeiter am Museo Civico di Storia Naturale di Verona, wo er mit Unterstützung von Sandro Ruffo, Giuseppe Osella und Adriano Zanetti an der Familie der Kurzflügler (Staphylinidae) arbeitete. Sein Hauptinteresse galt der Erforschung der Unterfamilien Leptotyphlinae und Aleocharinae. Dabei konzentrierte er sich auf die italienische Region aber auch auf Neukaledonien, Madagaskar, Afrika und Chile. Bis 2015 beschrieb Pace rund 6400 Arten und 400 Gattungen beziehungsweise Untergattungen. Er veröffentlichte über 370 wissenschaftliche Artikel, die unter anderen in den Journalen Memorie del Museo Civico di Storia Naturale di Verona, Bollettino della Società Entomologica Italiana, Fragmenta Entomologica, Redia und Nouvelle revue d’entomologie erschienen. Pace veröffentlichte die Monographien Monografia del genere Leptusa Kraatz (Coleoptera Staphylinidae) (LXXV Contributo alla conoscenza delle Aleocharinae) (1989), Coleoptera. Staphylinidae. Leptotyphlinae. (1996), Insectes Coléoptères Staphylinidae Aleocharinae. Faune de Madagascar, 89 (1999) und Aleocharinae del Madagascar. Insectes Coléoptères Staphylinidae Aleocharinae (2005). Eines der hervorstechendsten Merkmale an seiner Arbeit war die detailreiche Illustration der untersuchten Käfer. 1973 entdeckte er in den Monti Lepini die Käferart Crowsoniella relicta, ein lebendes Fossil, dessen Verwandte bereits im Tertiär existiert haben.

## Dedikationsnamen
1973 benannte Henri Coiffait die Käferart Allotyphlus pacei zu Ehren von Roberto Pace, 1976 beschrieb Giuseppe Osella die Art Otiorhynchus (Lixorrhynchus) pacei, 1983 beschrieb Adriano Zanetti die Art Boreaphilus pacei, im Jahr 1998 beschrieb Marc Tronquet die Art Cantaberella pacei, im Jahr 2001 benannte Volker Assing die Art Cordalia pacei und im Jahr 2004 benannte Aleš Smetana die Art Tropimenelytron pacei nach Pace.